# Lambert Visscher
Pour les articles homonymes, voir Visscher.
Lambert Visscher (Amsterdam ou Haarlem, vers 1633 - Florence ou Rome, vers 1690) est un graveur néerlandais.

## Biographie
Lambert Visscher naît à Amsterdam ou à Haarlem en 1631 selon Hollstein, ou plus probablement en 1633 selon le RKD. Il a deux frères, également graveurs : Jan et Cornelis.

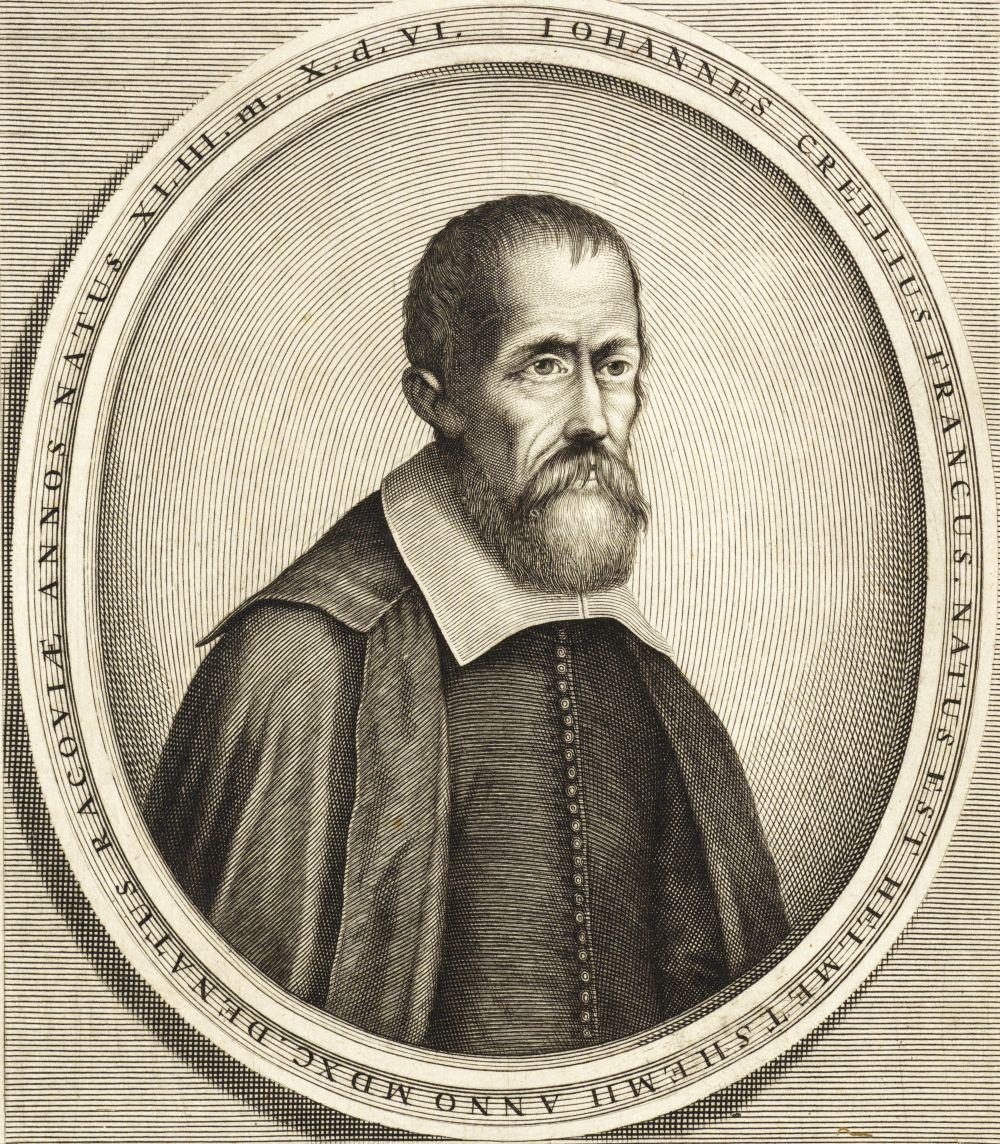
Portrait de Jan Crell, publié dans Bibliotheca fratrum polonorum, quos unitarios vocant..., Amsterdam 1665.

Il est l'élève de Pieter Claesz Soutman vers 1666. Actif comme graveur au burin à Amsterdam de cette année-là à 1673, il compose principalement des sujets historiques et des portraits,.
Lambert Visscher meurt lors de son voyage en Italie vers 1690 (au plus tard en 1710), probablement à Florence ou à Rome.